# Marshmello
Christopher Comstock, bolj znan pod umetniškim imenom Marshmello, ameriški producent elektronske plesne glasbe in DJ, * 19. maj 1992, Filadelfija, Pensilvanija, Združene države Amerike.
Med njegovimi največjimi uspešnicami so »Alone«, »Silence«, »Find me« in »Summer«; prvi dve sta se uvrstili na lestvico najbolj predvajanih skladb Billboard Hot 100. Leta 2017 je bil med najbolje plačanimi didžeji na svetu.
Njegova identiteta dolgo časa ni bila poznana, saj mu v javnosti glavo vedno zakriva pokrivalo s križci za oči in nasmejanimi usti. Novembra 2018 je Forbes razkril njegovo pravo ime na podlagi podatkov o izplačilu avtorskih nadomestil in izjav poznavalcev glasbene industrije.

## Diskografija
- Joytime (Joytime Collective, 2016)